# Panamerikanska U23-cupen 2021 (volleyboll, damer)
Panamerikanska U23-cupen 2021 i volleyboll för damer spelades 11 till 15 augusti 2021 i Aguascalientes, Mexiko. Det var den femte upplagan av turneringen och sju landslag deltog. Dominikanska republiken vann tävlingen för femte gången. Madeline Guillén utsågs till mest värdefulla spelare och var även främsta poängvinnare.

## Arenor
|                                                               |  |  |
|                                                               |  |  |
| Gimnasio Olímpico Stad: Aguascalientes Kapacitet: - Öppnad: - |  |  |

## Regelverk

### Format
Turneringen spelades med gruppspel följs av cupspel.
- I gruppspelet delades de deltagande lagen in i två grupper om fyra lag, där alla lag mötte alla andra lag i sin grupp en gång.
- Det två första lagen i varje grupp gick vidare till semifinal.
- Fyran och den sämsta trean spelade en match där vinnaren mötte den bästa trean för spel om femteplatsen.

### Metod för att bestämma tabellplacering
Om slutresultatet blev 3-0 tilldelades 5 poäng till det vinnande laget och 0 till det förlorande laget, om slutresultatet blev 3-1 tilldelades 4 poäng till det vinnande laget och 1 till det förlorande laget och om slutresultatet blev 3-2 tilldelades 3 poäng till det vinnande laget och 2 till det förlorande laget.
Lagens position i respektive grupp bestämdes utifrån (i tur och ordning):
- Antal vunna matcher
- Poäng;
- Kvot vunna/förlorade set
- Kvot vunna/förlorade bollpoäng
- Inbördes möten.

## Deltagande lag
| Lag                         | Deltog senast |
| --------------------------- | ------------- |
| Costa Rica U23              | Peru 2018     |
| Guatemala U23               | Peru 2018     |
| Mexiko U23                  | Peru 2018     |
| Puerto Rico U23             | Debut         |
| Dominikanska republiken U23 | Peru 2018     |
| Surinam U23                 | Debut         |
| Trinidad och Tobago U23     | Peru 2016     |

## Turneringen

### Grupp A

#### Resultat
| 11 augusti 2021 Gimnasio Olímpico, Aguascalientes Speltid: 0:56 - Åskådare: 150 | Dominikanska republiken U23 | 3 - 0 | Trinidad och Tobago U23 | 25-8, 25-5, 25-5    |
| 12 augusti 2021 Gimnasio Olímpico, Aguascalientes Speltid: 1:19 - Åskådare: 100 | Surinam U23                 | 3 - 0 | Trinidad och Tobago U23 | 25-17, 25-18, 26-24 |
| 13 augusti 2021 Gimnasio Olímpico, Aguascalientes Speltid: 1:03 - Åskådare: 100 | Dominikanska republiken U23 | 3 - 0 | Surinam U23             | 25-18, 25-12, 25-14 |

#### Sluttabell
| Pos. | Lag                         | Pt | M | V | F | SV | SF | Kvot  | PV  | PF  | Kvot  |
| ---- | --------------------------- | -- | - | - | - | -- | -- | ----- | --- | --- | ----- |
| 1    | Dominikanska republiken U23 | 10 | 2 | 2 | 0 | 6  | 0  | MAX   | 150 | 62  | 2,419 |
| 2    | Surinam U23                 | 5  | 2 | 1 | 1 | 3  | 3  | 1,000 | 120 | 134 | 0,895 |
| 3    | Trinidad och Tobago U23     | 0  | 2 | 0 | 2 | 0  | 6  | 0,000 | 77  | 151 | 0,509 |

### Grupp B

#### Resultat
| 11 augusti 2021 Gimnasio Olímpico, Aguascalientes Speltid: 1:09 - Åskådare: 100 | Guatemala U23   | 0 - 3 | Puerto Rico U23 | 17-25, 15-25, 17-25               |
| 11 augusti 2021 Gimnasio Olímpico, Aguascalientes Speltid: 1:13 - Åskådare: 600 | Costa Rica U23  | 0 - 3 | Mexiko U23      | 11-25, 16-25, 18-25               |
| 12 augusti 2021 Gimnasio Olímpico, Aguascalientes Speltid: 2:16 - Åskådare: 400 | Costa Rica U23  | 2 - 3 | Puerto Rico U23 | 32-34, 19-25, 25-17, 25-20, 14-16 |
| 12 augusti 2021 Gimnasio Olímpico, Aguascalientes Speltid: 1:08 - Åskådare: 250 | Guatemala U23   | 0 - 3 | Mexiko U23      | 14-25, 16-25, 12-25               |
| 13 augusti 2021 Gimnasio Olímpico, Aguascalientes Speltid: 1:14 - Åskådare: 400 | Costa Rica U23  | 3 - 0 | Guatemala U23   | 25-17, 25-14, 25-17               |
| 13 augusti 2021 Gimnasio Olímpico, Aguascalientes Speltid: 1:05 - Åskådare: 800 | Puerto Rico U23 | 0 - 3 | Mexiko U23      | 10-25, 14-25, 15-25               |

#### Sluttabell
| Pos. | Lag             | Pt | M | V | F | SV | SF | Kvot  | PV  | PF  | Kvot  |
| ---- | --------------- | -- | - | - | - | -- | -- | ----- | --- | --- | ----- |
| 1    | Mexiko U23      | 15 | 3 | 3 | 0 | 9  | 0  | MAX   | 225 | 126 | 1,785 |
| 2    | Puerto Rico U23 | 8  | 3 | 2 | 1 | 6  | 5  | 1,200 | 226 | 239 | 0,945 |
| 3    | Costa Rica U23  | 7  | 3 | 1 | 2 | 5  | 6  | 0,833 | 235 | 242 | 0,971 |
| 4    | Guatemala U23   | 0  | 3 | 0 | 3 | 0  | 9  | 0,000 | 146 | 225 | 0,648 |

### Slutspelsrundan
|  | Semifinaler                 | Semifinaler |            |                             | Final               | Final               |  |
|  |                             |             |            |                             |                     |                     |  |
|  | Mexiko U23                  | 3           |            |                             |                     |                     |  |
|  | Mexiko U23                  | 3           |            |                             |                     |                     |  |
|  | Surinam U23                 | 0           |            |                             |                     |                     |  |
|  | Surinam U23                 | 0           |            | Dominikanska republiken U23 | 3                   |                     |  |
|  |                             |             |            | Dominikanska republiken U23 | 3                   |                     |  |
|  |                             |             | Mexiko U23 | 0                           |                     |                     |  |
|  | Dominikanska republiken U23 | 3           | Mexiko U23 | 0                           |                     |                     |  |
|  | Dominikanska republiken U23 | 3           |            |                             |                     |                     |  |
|  | Puerto Rico U23             | 0           |            |                             | Match om tredjepris | Match om tredjepris |  |
|  | Puerto Rico U23             | 0           |            |                             |                     |                     |  |
|  |                             |             |            |                             |                     |                     |  |
|  |                             |             |            |                             | Surinam U23         | 0                   |  |
|  |                             |             |            |                             | Surinam U23         | 0                   |  |
|  |                             |             |            |                             | Puerto Rico U23     | 3                   |  |

#### Match om sjundeplats
| 14 augusti 2021 Gimnasio Olímpico, Aguascalientes Speltid: 1:17 - Åskådare: 300 | Trinidad och Tobago U23 | 0 - 3 | Guatemala U23 | 19-25, 17-25, 18-25 |

#### Semifinaler
| 14 augusti 2021 Gimnasio Olímpico, Aguascalientes Speltid: 1:17 - Åskådare: 800 | Mexiko U23                  | 3 - 0 | Surinam U23     | 25-14, 25-13, 25-15 |
| 14 augusti 2021 Gimnasio Olímpico, Aguascalientes Speltid: 1:13 - Åskådare: 350 | Dominikanska republiken U23 | 3 - 0 | Puerto Rico U23 | 25-12, 25-16, 25-12 |

#### Match om femteplats
| 15 augusti 2021 Gimnasio Olímpico, Aguascalientes Speltid: 1:08 - Åskådare: 150 | Guatemala U23 | 0 - 3 | Costa Rica U23 | 14-25, 12-25, 15-25 |

#### Match om tredjepris
| 15 augusti 2021 Gimnasio Olímpico, Aguascalientes Speltid: 1:21 - Åskådare: 1 000 | Surinam U23 | 0 - 3 | Puerto Rico U23 | 25-25, 22-25, 27-29 |

#### Final
| 15 augusti 2021 Gimnasio Olímpico, Aguascalientes Speltid: 1:24 - Åskådare: 1 000 | Dominikanska republiken U23 | 3 - 0 | Mexiko U23 | 25-20, 25-19, 25-22 |

## Slutplaceringar
| Pos. | Lag                         | Kvalificerat för                 |
| ---- | --------------------------- | -------------------------------- |
|      | Dominikanska republiken U23 | Panamerikanska juniorspelen 2021 |
|      | Mexiko U23                  | Panamerikanska juniorspelen 2021 |
|      | Puerto Rico U23             | Panamerikanska juniorspelen 2021 |
| 4.   | Surinam U23                 | Panamerikanska juniorspelen 2021 |
| 5.   | Costa Rica U23              |                                  |
| 6.   | Guatemala U23               |                                  |
| 7.   | Trinidad och Tobago U23     |                                  |

## Individuella utmärkelser[3]
| Utmärkelse              | Namn               | Lag                         |
| ----------------------- | ------------------ | --------------------------- |
| Mest värdefulla spelare | Madeline Guillén   | Dominikanska republiken U23 |
| Bästa poängvinnare      | Madeline Guillén   | Dominikanska republiken U23 |
| Bästa servare           | Madeline Guillén   | Dominikanska republiken U23 |
| Bästa försvarare        | Laura Quiñonez     | Guatemala U23               |
| Bästa mottagare         | Joseline Landeros  | Mexiko U23                  |
| Bästa passare           | Karen Rivera       | Mexiko U23                  |
| Bästa högerspiker       | Marian Ovalle      | Mexiko U23                  |
| Bästa vänsterspiker     | Grecia Castro      | Mexiko U23                  |
| Bästa vänsterspiker     | Madeline Guillén   | Dominikanska republiken U23 |
| Bästa center            | Geraldine González | Dominikanska republiken U23 |
| Bästa center            | Natassia Baptiste  | Trinidad och Tobago U23     |
| Bästa libero            | Laura Quiñonez     | Guatemala U23               |